# Орехов, Валерий Эдуардович
Валерий Эдуардович Орехов (род. 17 июля 1999, Сатпаев, Карагандинская область) — казахстанский хоккеист, защитник.

## Биография
Воспитанник астанинского «Барыса». С сезона 2016/17 стал играть в команде МХЛ «Снежные барсы». В следующем сезоне дебютировал в КХЛ в составе «Барыса». Закончив выступления за «Снежных барсов», в сезоне 2019/20 провёл семь матчей в ВХЛ за фарм-клуб «Барыса» «Номад»; следующие два сезона также периодически выступал за «Номад» в чемпионате Казахстана.
23 мая 2022 года перешёл в магнитогорский «Металлург». Провёл 14 матчей и 23 декабря на правах аренды до конца сезона перешёл в «Адмирал».
Сезон 2023/24 провёл в «Металлурге». В регулярном чемпионате набрал 14 очков (3+11) в 55 матчах при показателе полезности +14. В плей-офф набрал 3 очка (0+3) в 23 матчах и стал обладателем Кубка Гагарина.
3 октября 2024 года набрал 4 очка (2+2) в гостевом матче против ЦСКА (7:0), забросив две шайбы во втором периоде.
Игрок юношеской, молодёжной и национальной сборных Казахстана на чемпионатах мира.

## Достижения
- Обладатель Кубка Гагарина (2024)[4]